# 森特鎮區 (堪薩斯州尼馬哈縣)
森特鎮區（英語：Center Township）為美國堪薩斯州尼馬哈縣轄下的鎮區。2010年美国人口普查中此鎮區人口有164人。

## 地理
森特鎮區涵蓋總面積為93.8平方（36.21平方英里），其中陸地面積為93.4平方（36.08平方英里），水域面積為0.34平方（0.13平方英里）或0.36%。海拔高度393（1,289英尺）。

## 人口統計
根據2010年美國人口普查，森特鎮區人口有164人，其中男性有98人，女性有66人，人口密度為每平方公里1.75人，住房計64戶。鎮區內的白人有163人，非裔美國人有0人，美洲原住民有0人，亞裔美國人有0人，太平洋島裔美國人有0人，其他種族有0人，混血種族則有1人。此外鎮區內有0人為西班牙裔或拉丁裔美國人。此鎮區之年齡中位數為42歲，而男性年齡中位數為40歲，女性年齡中位數為44.5歲。

## 交通

### 主要公路
- 187號堪薩斯州州道